# Alexis Márquez Rodríguez
Alexis Márquez Rodríguez (Sabaneta, Barinas, 12 de abril de 1931 - Caracas, 10 de mayo de 2015) fue un escritor, abogado, ensayista y profesor venezolano.

## Carrera
Estudió en el Instituto Pedagógico de Caracas, donde se graduó en 1950, como profesor de Castellano y Literatura. Además en 1961, se recibió de abogado en la Universidad Central de Venezuela.
Desempeñó cargo docente en varios Liceos caraqueños y en la Universidad Central, dentro de la Escuela de Comunicación Social. Además, fue director de esta última.
Dedicó buena parte de su vida a estudiar la obra de Alejo Carpentier. Entre 1985 y el 2000 se desempeñó además en el diario El Nacional, donde escribió la columna llamada Con la lengua, que enseñaba un correcto uso del lenguaje en la comunicación. Luego siguió escribiendo dicha columna y además notas de opinión en el periódico Tal cual.
En 1996 asumió como presidente de la Editorial Monte Ávila, cargo que mantuvo hasta el 2001.
A partir del 2005, tuvo una participación en radio Onda 107.9 FM, en una sección llamada Con la lengua, donde, al igual que como lo hace en el periódico, aborda distintos temas del lenguaje y la literatura.
Fue miembro y vicepresidente (entre el 2005 y el 2007) de la Academia Venezolana de la Lengua.
Falleció en la ciudad de Caracas el 10 de mayo de 2015, a la edad de 84 años.

## Obras
- 1959 Presente y futuro de la educación en Venezuela.
- 1964 Doctrina y proceso de la educación en Venezuela.
- 1966 Aquellos mundos tersos - Análisis de la poesía de Alberto Arvelo Torrealba.
- 1970 La obra narrativa de Alejo Carpentier.
- 1976 La comunicación impresa - Teoría y práctica del lenguaje periodístico.
- 1982 Lo barroco y lo real-maravilloso en la obra de Alejo Carpentier.
- 1985 Acción y pasión en los personajes de Miguel Otero Silva y otros ensayos.
- 1986 Arturo Uslar Pietri y la nueva novela histórica hispanoamericana: a propósito de "La isla de Robinson".[4]
- 1986 Modernismo y vanguardismo en Alfredo Arvelo Larriva.
- 1987 Con la lengua. Vol. 1
- 1990 Historia y ficción en la novela venezolana.
- 1990 Con la lengua. Vol. 2
- 1991 Relecturas - Ensayos de Crítica Literaria Venezolana.
- 1991 El barroco literario en Hispanoamérica - Ensayos de Teoría y Crítica.
- 1991 Ocho veces Alejo Carpentier.
- 1992 Con la lengua. Vol. 3
- 1994 Muestrario de Voces y Frases Expresivas del Habla Venezolana.
- 1995 Con la lengua. Vol. 4
- 1996 Discurso de incorporación como Individuo de Número de Don Alexis Márquez Rodríguez y Contestación del Académico Don Oscar Sambrano Urdaneta.
- 1996 Historia y ficción en la novela venezolana.
- 2000 Discurso de Orden.
- 2001 Informe y balance de una gestión.
- 2002 Mariano Picón Salas El arte y la costumbre de pensar.
- 2002 Con la lengua. Vol. 5
- 2003 Los pasos recobrados (de  Alejo Carpentier) Realizó la selección, prólogo, cronología y bibliografía.
- 2005 Autonomía Universitaria y Revolución.
- 2006 Semblanza de Alberto Arvelo Torrealba.
- 2006 Vida y obra de Arturo Uslar Pietri.
- 2008 Antonio Arráiz.
- 2008 Teoría y práctica del Barroco y lo real maravilloso.[2]

## Premios
- 1966 Mención honorífica en el Premio Municipal de Prosa, por Aquellos mundos tersos.
- 1975 Mención ensayo en el Premio Municipal de Literatura, por La comunicación impresa.
- 1974 Premio Nacional de Periodismo Mención Docencia.
- 1999 Premio Nacional de Periodismo Mención Opinión.[1]